# 웨브 엘리스 컵

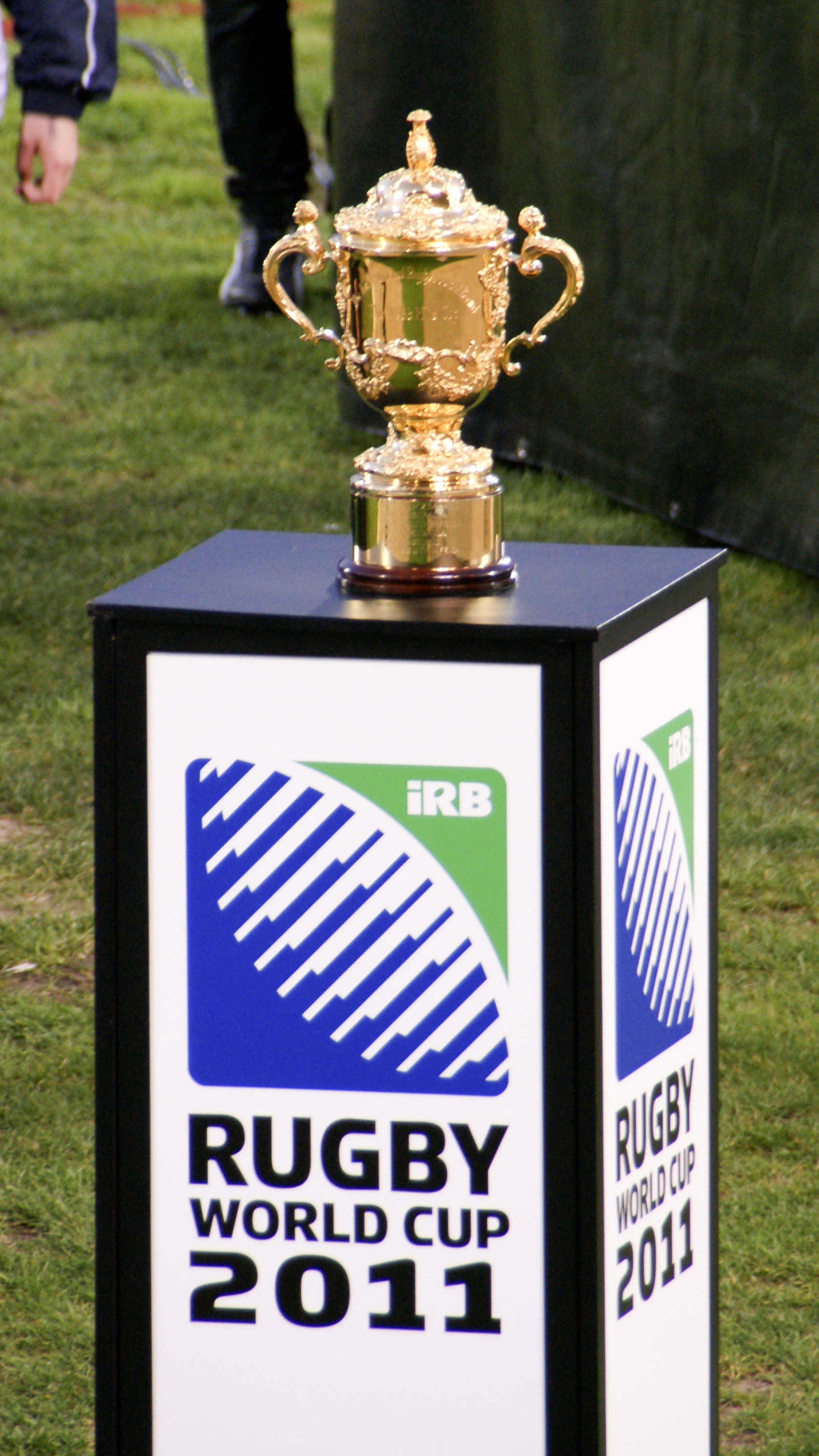
웨브 엘리스 컵

웨브 엘리스 컵(Webb Ellis Cup)은 럭비 월드컵 우승 국가에게 주어지는 트로피이다.

## 개요
컵의 유래는 럭비의 발명자인 윌리엄 웨브 엘리스로, 1987년 제 1회 대회부터 지금까지 사용되고 있다. 컵의 높이는 38cm, 무게는 4.5kg이다. 트로피에는 국제 럭비 보드(International Rugby Football Board)와 웨브 엘리스 컵 (Webb Ellis Cup)라고 쓰여져있다.